# Paradisier de Rothschild
Astrapia rothschildi
Pour les articles homonymes, voir Rothschild.
Espèce
Statut de conservation UICN

 LC  : Préoccupation mineure
Statut CITES
Le Paradisier de Rothschild (Astrapia rothschildi) est une espèce d'oiseaux de la famille des Paradisaeidae.

## Distribution
- péninsule de Huon (monts Finisterre, Cromwell, Rawlinson et aire de Saruwaged).

## Habitat
Le paradisier de Rothschild occupe la forêt de montagne moyenne, supérieure et subalpine entre 1 500 et 3 000 m (Frith & Frith 2009).

## Alimentation
Elle est peu documentée, Frith & Frith (2009) mentionnant « des fruits et des animaux », petites proies que l’oiseau capture en sondant la mousse et en inspectant les cavités des troncs et des branches.

## Voix
Ses vocalises sont peu connues mais elles semblent similaires à celles du paradiser de Stéphanie et comprennent un jj, jj ou jiw, jiw  criard et étouffé (Frith & Frith 2009).

## Parade nuptiale
Crandall (1932) avait observé la parade nuptiale au zoo de New York et avait distingué deux phases de parade d’intensité différente. Dans une phase préparatoire, le mâle se tient bien droit sur son perchoir, incline la queue vers l'avant et gonfle son poitrail noir qui déborde alors largement sur le ventre vert. Ensuite il ouvre et referme rapidement les plumes de la queue en lançant un kak nerveux puis il se fige silencieusement pendant environ 10 secondes et reprend cette exhibition depuis le début.
Elle n’a pas été relatée dans la littérature mais Ottaviani (2012) l’a décrite d’après une séquence vidéo du site Cornell Lab of Ornithology, tournée à Morobe en novembre 2006 par Tim Laman.  Cette scène montre un mâle agrippé à son perchoir mais sous la branche, avec le corps à l’horizontale et la tête engoncée dans les épaules tout en ouvrant et en refermant ses larges rectrices. Il parade seul et sans aucune émission sonore.

## Nidification
La période ponte a lieu, au moins, en octobre et novembre avec des mâles à gonades modérément gonflées en mars et octobre, et des femelles à ovaires hypertrophiés en mars et août. Le nid est une coupe solide et peu profonde composée surtout de radicelles et de fines tiges de vignes et de plantes grimpantes reposant sur une épaisse assise de feuilles et de mousse. La ponte compte un seul œuf (Frith & Frith 2009).

## Statut, conservation
L’espèce n’est pas globalement menacée mais son aire de distribution limitée et l’absence de données récentes suggèrent la mise en place d’un inventaire portant sur la distribution, l’habitat et la population (BirdLife International 2011).